# 가산불교문화연구원
가산불교문화연구원은 한민족 이천년 정신사를 지도하면서 수승한 민족의 문화를 창출하여 온 한국불교 전통을 창의적으로 계승하여 고도기계문명시대를 슬기롭게 지도해 나갈 불교정신의 민족적 자주화를 실현하는 일하는 공동체로서, 인류공존의 우주적 세계관인 불교사상을 실천적으로 공유할 수 있는 대승적 방편을 구현하여 국위 선양의 실질을 도모함을 목적으로 하며 대한불교조계종 종지 종통을 계승 발전을 목적으로 1993년 3월 31일 설립된 대한민국 문화체육관광부 소관의 사단법인이다. 사무실은 서울특별시 종로구 창경궁로26길 15 (명륜4가)에 있다.

## 주요 사업
- 불교대백과사전 가산불교대사림 편찬
- 불교원전 전문학림 삼학원 운영 등 불교 전문교육 사업
- 한국불교사상사대계 찬술연구사업 등 불교 학술진흥사업
- 가산삼학총서 등 불교 원전역경 사업
- 출판 교화사업 및 동행포럼 운영
- 기타 법인의 목적 수행에 필요한 사업